# The 1989 World Tour
The 1989 World Tour bylo čtvrté koncertní turné americké zpěvačky Taylor Swift na podporu jejího pátého studiového alba, 1989 (2014). Data pro koncerty v Tokiu a severoamerickou, evropskou část byly oznámeny v listopadu 2014 následována daty pro Oceánii v prosinci 2014. Přidané koncerty pro Singapur a Šanghaj byly přidány v červnu 2015 a třetí a poslední koncert v Melbourne byl oznámen v červenci toho roku. Turné začalo 5. května 2015 v japonském Tokiu a skončilo 12. prosince 2015 v australském Melbourne, den před zpěvaččinými 26. narozeniny.
Na její narozeniny, 13. prosince 2015, Swift ve spolupráci s Apple Music oznámila vydávání koncertního filmu The 1989 World Tour Live na 20. prosince 2015. Jedná se o záznam z ANZ Stadium, Sydney, Austrálie s více než 75 980 návštěvníky.

## Pozadí a vývoj

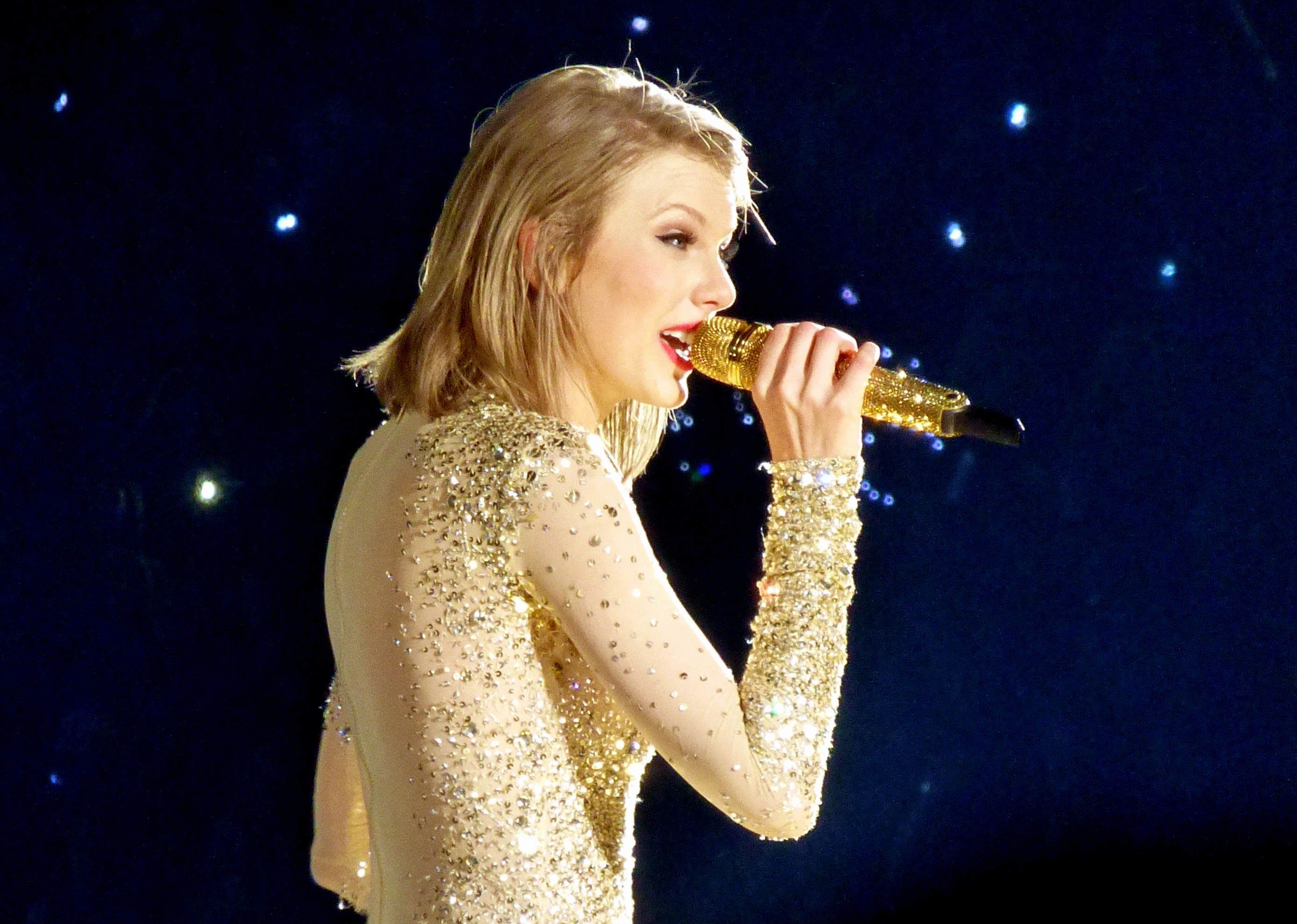
Swift vystupující v Detroitu v květnu 2015

Turné bylo oznámeno skrze zpěvaččin Twitter 3. listopadu 2014, kdy řekla: „#The1989WorldTour se koná!“, než vydala odkaz na stránku, kde fanoušci mohli najít seznam koncertů. Rovněž bylo také uveřejněno, že Vance Joy se připojí k turné a že vstupenky na severoamerickou část jdou na prodej 14. listopadu.
V rozhovoru pro magazín Time Swift řekla: „V setlistu budou především převažovat písně z 1989. [...] Mám spousta věcí, které jsem si pro tohle turné vysnila. Pokud se podíváte na mou předchozí hudbu tak, jak jdou produkční elementy, je tam sposta živých bubnů, akustických kytar, elektrických kytar a živé basy. A pokud se podíváte na vzhled 1989, je to většinou automatizované bubny a takový typ velkých epických zvuků, bas a vrstevnatých vokálů. Mám velkou skupinu a zhruba je nás 14, a tak myslím, že skončíte ještě s větším pocitem, který bude naplněn ještě více dramatem, ale nikdy se nedostanete do bodu, kdy by jste se cítili hlučně nebo přeplněně.“
Jako vždy Swift byla dosti zapojena do příprav a produkce turné. Uznala výzvu s hraním ve stadionech, když vyjádřila svůj cíl: „I ti lidé v posledních řadách na tribunách mohou pocítit intimní, osobní zážitek.“ Další měsíc při rozhovoru s KIIS-FM odhalila, že věděla, jak bude pódium vypadat, a také připustila, že „všichni fanoušci budou, jako že nechtějí vynechat žádnou píseň [z 1989] ze setlistu.“
Turné zabralo sedm měsíců k naplánování před třemi měsíci zvukových zkoušek, čtyřmi týdny zkoušek pódia a deset dní na zkoušky kostýmů. Cestovalo se s 26 kamióny a 11 autobusy, které převážely 146 lidí z města do města. Navíc zhruba 125–150 lidí bylo najato v každém městě, aby pomohli postavit a sbalit pódium. Celé postavení pódia zabralo okolo 6 až 8 hodin v arénách a na stadiony den navíc. Spousta členů cestující skupiny pracovala se Swift od éry Fearless. Swift vybrala dva designy na kamióny – 1 design pro 13 kamiónů. Návštěvníkům koncertů byly dány světelné náramky, které byly naprogramované, aby skrze show měli barvu, což zopakovala rovněž během Reputation Stadium Tour.

## Setlist
Tento setlist zastupuje setlist z 5. května 2015 v Tokiu a nemusí být platný pro všechny koncerty.
1. „Welcome to New York“
2. „New Romantics“
3. „Blank Space“
4. „I Knew You Were Trouble“
5. „I Wish You Would“
6. „How You Get the Girl“
7. „I Know Places“
8. „All You Had to Do Was Stay“
9. „You Are in Love“
10. „Clean“
11. „Love Story“
12. „Style“
13. „This Love“
14. „Bad Blood“
15. „We Are Never Ever Getting Back Together“
16. „Enchanted“ / „Wildest Dreams“
17. „Out of the Woods“
18. „Shake It Off“

| Poznámky |
| --- |
| Následující písně byly zpívány Swift namísto „You Are in Love“. - Během show v Las Vegas, Bossier City, Pittsburgh a druhého koncertu v Kolíně nad Rýnem; „Wonderland“. - Během druhé show v Dublin, „Holy Ground“. - Během druhých koncertů v East Rutherford, Washingtonu, Denveur, Columbus, Los Angeles, Adelaide a Šhanghaji; prvních koncertů v Torontu, Nashville, Kansas City, St. Louis, Foxborough a Singapuru; a koncertu v Des Moines a Salt Lake City; „You Belong with Me“. - Během prvních koncertů v Chicagu, Omaha, Denveru, St. Paul a Edmonton; v druhých koncertů Melbourne, Torontu, St. Louis, Foxborough, Nashville, Kansas City a Glendale; třetího koncertu v Los Angeles, a koncertů v Lexington, Arlington, Fargo, Miami, Greensboro, Atlanta, Tampa, a Indianapolis; „Fifteen“. - Během druhých koncertů v Chicagu a St. Paul, páté show v Los Angeles, a show v Seattlu a Houston; „Mean“. - Během show ve Vancouveru, „Sparks Fly“ - Během druhé show v Edmontonu, první show v Omaze a San Diegu, „Fearless“ - Během první show v Santa Claře, „Should've Said No“ - Během druhé show v Santa Claře, „Never Grow Up“ - Během první show v Glendale, „Ronan“ - Během první show v Los Angeles, „All Too Well“ - Během první show v Columbusu, „Red“ - Během show v Brisbane, „Mine“ - Během třetí show v Melbourne, „Long Live“ |

| Speciální hosti |
| --- |
| Swift překvapovala fanoušky během turné svými speciálními hosty, se kterými zazpívala duet. Další speciální hosti jsou především přátelé Swift, kteří se objevili na pódiu během „Style“. - 15. května 2015 – Las Vegas: „Tenerife Sea“ s Edem Sheeranem - 30. května 2015 – Detroit: „Radioactive“ s Danem Reynoldsem z Imagine Dragons; Martha Hunt & Gigi Hadid - 6. června 2015 – Pittsburgh: „Pontoon“ s Little Big Town - 12. června 2015 – Filadelfie: „Cool Kids“ s Echosmith; Cara Delevingne & Mariska Hargitay - 13. června 2015 – Filadelfie: „Fight Song“ s Rachel Platten; Mariska Hargitay - 27. června 2015 – Londýn: Gigi Hadid, Kendall Jenner, Serena Williams, Martha Hunt, Karlie Kloss a Cara Delevingne - 10. července 2015 – East Rutherford: „Can't Feel My Face“ s The Weekndem; Heidi Klum and Ženská fotbalová reprezentace Spojených států amerických; Lily Aldridge, Lena Dunham, Gigi Hadid a Hailee Steinfeld. - 11. července 2015 – East Rutherford: „Jealous“ s Nickem Jonasem; Gigi Hadid, Marthou Hunt, Lily Aldridge, Candice Swanepoel, Behati Prinsloo, Karlie Kloss a Uzo Aduba. - 13. července 2015 – Washington, D.C.: „Royals“ s Lorde. - 14. července 2015 – Washington, D.C.: „Want to Want Me“ s Jasnem Derulem. - 18. července 2015 – Chicago: „Honey, I'm Good.“ s Andy Grammer; Serayah McNeill. - 19. července 2015 – Chicago: „Take Your Time“ se Samem Huntem; Andrejou Pejić & Lily Donaldson. - 24. července 2015 – Foxborough: „Shut Up and Dance“ s Walk the Moon. - 25. července 2015 – Foxborough: „Classic“ s MKTO. - 1. srpna 2015 – Vancouver: „Am I Wrong“ s Nico & Vinz. - 8. srpna 2015 – Seattle: „Trap Queen“ s Fetty Wap; Ciara a Russell Wilson. - 14. srpna 2015 – Santa Clara: „Worth It“ s Fifth Harmony. - 15. srpna 2015 – Santa Clara: „Black Magic“ s Little Mix; Joan Baez a Julia Robertsová. - 21. srpna 2015 – Los Angeles: „Counting Stars“ s Ryanem Tedderem z OneRepublic; Kobe Bryant předal Swift závěsný transparent jako poctu za 16 vyprodaných koncertů ve Staples Center, čímž dala rekord za nejvíce koncertů jednoho umělce. - 22. srpna 2015 – Los Angeles: „White Horse“ s Uzo Aduba; Chris Rock, Matt LeBlanc a Sean O'Pry; „Doubt“ a „Family Affair“ s Mary J. Blige. - 24. srpna 2015 – Los Angeles: „Goodbye Earl“ s Natalie Maines z Dixie Chicks; Ellen DeGeneres; „You Oughta Know“ s Alanis Morissette. - 25. srpna 2015 – Los Angeles: „Dreams“ s Beck a St. Vincent; „All of Me“ s John Legend. - 26. srpna 2015 – Los Angeles: „Good for You“ se Selenou Gomez; „Smelly Cat“ s Lisou Kudrow; „Mirrors“ s Justinem Timberlakem. - 29. srpna 2015 – San Diego: „Cheerleader“ s OMI; „Complicated“ s Avril Lavigne. - 9. září 2015 – Houston: „See You Again“ s Wiz Khalifa. - 16. září 2015 – Indianapolis: „If I Die Young“ s The Band Perry. - 18. září 2015 – Columbus: „Cool Kids“ s Sydney Sierota z Echosmith. - 21. září 2015 – Kansas City: „Every Mile a Memory“ s Dierks Bentley. - 25. září 2015 – Nashville: „Love Me Like You Mean It“ s Kelsea Balleriniová; „I Don't Want to Miss a Thing“ se Stevenem Tylerem z Aerosmith; „When You Say Nothing at All“ s Alison Krauss - 26. září 2015 – Nashville: „Bleeding Love“ s Leona Lewis; „(I Can't Get No) Satisfaction“ s Mickem Jaggerem z The Rolling Stones. - 29. září 2015 – St. Louis: „The Fix“ s Nelly a „Hot in Herre“ s Nelly a Haim. Aby oslavili poslední noc skupiny Haim na turné, tak je Swift pozvala, aby se k ní připojili jako tanečníci pro Nelly. - 2. října 2015 – Toronto: „John Cougar, John Deere, John 3:16“ a „Somebody Like You“ s Keithem Urbanem. - 3. října 2015 – Toronto: „Boom Clap“ s Charli XCX. - 17. října 2015 – Arlington: „Love Me like You Do“ s Ellie Goulding. - 21. října 2015 – Greensboro: „Little Red Wagon“ s Miranda Lambert. - 24. října 2015 – Atlanta: „Talking Body“ s Tove Lo. - 27. října 2015 – Miami: Dwyane Wade předal Swift dres s jejím šťastným číslem '13'; „Give Me Everything“ s Pitbull; „Livin' la Vida Loca“ s Ricky Martin. - 31. října 2015 – Tampa: „Here“ s Alessia Cara; „Let It Go“ s Idina Menzel. Během „Style“ předtím než zazpívaly „Let It Go“, Swift nosila kostým Olafa, zatímco Menzel měla kostým Elzy, protože koncert se konal na Halloween. Oba kostýmy pochází z Ledového království. |

## Seznam koncertů
| Datum                     | Město            | Stát           | Místo                         | Předskokan(i)                                   | Účast                        | Příjem         |
| Etapa 1 – Asie            | Etapa 1 – Asie   | Etapa 1 – Asie | Etapa 1 – Asie                | Etapa 1 – Asie                                  | Etapa 1 – Asie               | Etapa 1 – Asie |
| ------------------------- | ---------------- | -------------- | ----------------------------- | ----------------------------------------------- | ---------------------------- | -------------- |
| 5. května 2015            | Tokio            | Japonsko       | Tokyo Dome                    | —                                               | 100,320 / 100,320            | $10,586,828    |
| 6. května 2015            | Tokio            | Japonsko       | Tokyo Dome                    | —                                               | 100,320 / 100,320            | $10,586,828    |
| Etapa 2 – Severní Amerika |                  |                |                               |                                                 |                              |                |
| 15. května 2015           | Las Vegas        | USA            | City of Rock                  | —                                               | —                            | —              |
| 20. května 2015           | Bossier City     | USA            | CenturyLink Center            | Vance Joy                                       | 12,459 / 12,459              | $1,458,197     |
| 22. května 2015           | Baton Rouge      | USA            | LSU Tiger Stadium             | Vance Joy Shawn Mendes                          | 50,227 / 50,227              | $4,119,670     |
| 30. května 2015           | Detroit          | USA            | Ford Field                    | Vance Joy Shawn Mendes                          | 50,703 / 50,703              | $5,999,690     |
| 2. června 2015            | Louisville       | USA            | KFC Yum! Center               | Vance Joy                                       | 16,242 / 16,242              | $1,863,281     |
| 3. června 2015            | Cleveland        | USA            | Quicken Loans Arena           | Vance Joy                                       | 15,503 / 15,503              | $1,732,041     |
| 6. června 2015            | Pittsburgh       | USA            | Heinz Field                   | Vance Joy Shawn Mendes                          | 54,801 / 54,801              | $5,836,926     |
| 8. června 2015            | Charlotte        | USA            | Spectrum Center               | Vance Joy                                       | 15,024 / 15,024              | $1,627,798     |
| 9. června 2015            | Raleigh          | USA            | PNC Arena                     | Vance Joy                                       | 13,886 / 13,886              | $1,653,762     |
| 12. června 2015           | Filadelfie       | USA            | Lincoln Financial Field       | Vance Joy Shawn Mendes                          | 101,052 / 101,052            | $11,987,816    |
| 13. června 2015           | Filadelfie       | USA            | Lincoln Financial Field       | Vance Joy Shawn Mendes                          | 101,052 / 101,052            | $11,987,816    |
| Etapa 3 – Evropa          |                  |                |                               |                                                 |                              |                |
| 19. června 2015           | Kolín nad Rýnem  | Německo        | Lanxess Arena                 | James Bay                                       | 29,020 / 29,020              | $2,054,690     |
| 20. června 2015           | Kolín nad Rýnem  | Německo        | Lanxess Arena                 | James Bay                                       | 29,020 / 29,020              | $2,054,690     |
| 21. června 2015           | Amsterdam        | Nizozemsko     | Ziggo Dome                    | James Bay                                       | 11,166 / 11,166              | $800,829       |
| 23. června 2015           | Glasgow          | Skotsko        | SSE Hydro                     | Vance Joy                                       | 11,021 / 11,021              | $1,119,300     |
| 24. června 2015           | Manchaster       | Anglie         | Manchaster Arena              | Vance Joy                                       | 14,773 / 14,773              | $1,478,760     |
| 27. června 2015           | Londýn           | Anglie         | Hyde Park                     | Rae Morris Vance Joy Ellie Goulding John Newman | —                            | —              |
| 29. června 2015           | Dublin           | Irsko          | 3Arena                        | Vance Joy                                       | 25,188 / 25,188              | $1,975,510     |
| 30. června 2015           | Dublin           | Irsko          | 3Arena                        | Vance Joy                                       | 25,188 / 25,188              | $1,975,510     |
| Etapa 4 – Severní Amerika |                  |                |                               |                                                 |                              |                |
| 6. července 2015          | Ottawa           | Kanada         | Canadian Tire Centre          | Vance Joy                                       | 13,480 / 13,480              | $1,325,480     |
| 7. července 2015          | Montreal         | Kanada         | Bell Center                   | Vance Joy                                       | 14,770 / 14,770              | $1,499,040     |
| 10. července 2015         | East Rutherford  | USA            | MetLife Stadium               | Vance Joy Shawn Mendes Haim                     | 110,105 / 110,105            | $13,423,858    |
| 11. července 2015         | East Rutherford  | USA            | MetLife Stadium               | Vance Joy Shawn Mendes Haim                     | 110,105 / 110,105            | $13,423,858    |
| 13. července 2015         | Washington, D.C. | USA            | Nationals Park                | Vance Joy Shawn Mendes Haim                     | 85,014 / 85,014              | $9,730,596     |
| 14. července 2015         | Washington, D.C. | USA            | Nationals Park                | Vance Joy Shawn Mendes Haim                     | 85,014 / 85,014              | $9,730,596     |
| 18. července 2015         | Chicago          | USA            | Soldier Field                 | Vance Joy Shawn Mendes Haim                     | 110,109 / 110,109            | $11,469,887    |
| 19. července 2015         | Chicago          | USA            | Soldier Field                 | Vance Joy Shawn Mendes Haim                     | 110,109 / 110,109            | $11,469,887    |
| 24. července 2015         | Foxborough       | USA            | Gillette Stadium              | Vance Joy Shawn Mendes Haim                     | 116,849 / 116,849            | $12,533,166    |
| 25. července 2015         | Foxborough       | USA            | Gillette Stadium              | Vance Joy Shawn Mendes Haim                     | 116,849 / 116,849            | $12,533,166    |
| 1. srpna 2015             | Vancouver        | Kanada         | BC Place Stadium              | Vance Joy Shawn Mendes                          | 41,463 / 41,463              | $4,081,820     |
| 4. srpna 2015             | Edmonton         | Kanada         | Rexall Place                  | Vance Joy                                       | 26,534 / 26,534              | $2,387,080     |
| 5. srpna 2015             | Edmonton         | Kanada         | Rexall Place                  | Vance Joy                                       | 26,534 / 26,534              | $2,387,080     |
| 8. srpna 2015             | Seattle          | USA            | CenturyLink Field             | Vance Joy Shawn Mendes                          | 55,711 / 55,711              | $6,050,643     |
| 14. srpna 2015            | Santa Clara      | USA            | Levi's Stadium                | Vance Joy Shawn Mendes                          | 102,139 / 102,139            | $13,031,146    |
| 15. srpna 2015            | Santa Clara      | USA            | Levi's Stadium                | Vance Joy Shawn Mendes                          | 102,139 / 102,139            | $13,031,146    |
| 17. srpna 2015            | Glendale         | USA            | Gila River Arena              | Vance Joy                                       | 26,520 / 26,520              | $3,029,628     |
| 18. srpna 2015            | Glendale         | USA            | Gila River Arena              | Vance Joy                                       | 26,520 / 26,520              | $3,029,628     |
| 21. srpna 2015            | Los Angeles      | USA            | Staples Center                | Vance Joy Haim                                  | 70,563 / 70,563              | $8,961,681     |
| 22. srpna 2015            | Los Angeles      | USA            | Staples Center                | Vance Joy Haim                                  | 70,563 / 70,563              | $8,961,681     |
| 24. srpna 2015            | Los Angeles      | USA            | Staples Center                | Vance Joy Haim                                  | 70,563 / 70,563              | $8,961,681     |
| 25. srpna 2015            | Los Angeles      | USA            | Staples Center                | Vance Joy Haim                                  | 70,563 / 70,563              | $8,961,681     |
| 26. srpna 2015            | Los Angeles      | USA            | Staples Center                | Vance Joy Haim                                  | 70,563 / 70,563              | $8,961,681     |
| 29. srpna 2015            | San Diego        | USA            | Petco Park                    | Vance Joy Shawn Mendes                          | 44,710 / 44,710              | $5,475,237     |
| 4. září 2015              | Salt Lake City   | USA            | EnergySolutions Arena         | Vance Joy                                       | 14,131 / 14,131              | $1,589,686     |
| 5. září 2015              | Denver           | USA            | Pepsi Center                  | Vance Joy                                       | 27,126 / 27,126              | $2,868,991     |
| 6. září 2015              | Denver           | USA            | Pepsi Center                  | Vance Joy                                       | 27,126 / 27,126              | $2,868,991     |
| 9. září 2015              | Houston          | USA            | Minute Maid Park              | Vance Joy Shawn Mendes                          | 40,122 / 40,122              | $5,202,196     |
| 11. září 2015             | Saint Paul       | USA            | Xcel Energy Center            | Vance Joy                                       | 45,126 / 45,126              | $5,514,863     |
| 12. září 2015             | Saint Paul       | USA            | Xcel Energy Center            | Vance Joy                                       | 45,126 / 45,126              | $5,514,863     |
| 13. září 2015             | Saint Paul       | USA            | Xcel Energy Center            | Vance Joy                                       | 45,126 / 45,126              | $5,514,863     |
| 16. září 2015             | Indianapolis     | USA            | Bankers Life Fieldhouse       | Vance Joy                                       | 14,010 / 14,010              | $1,550,268     |
| 17. září 2015             | Columbus         | USA            | Nationwide Arena              | Vance Joy                                       | 29,936 / 29,936              | $3,369,693     |
| 18. září 2015             | Columbus         | USA            | Nationwide Arena              | Vance Joy                                       | 29,936 / 29,936              | $3,369,693     |
| 21. září 2015             | Kansas City      | USA            | Sprint Center                 | Vance Joy                                       | 27,857 / 27,857              | $2,967,558     |
| 22. září 2015             | Kansas City      | USA            | Sprint Center                 | Vance Joy                                       | 27,857 / 27,857              | $2,967,558     |
| 25. září 2015             | Nashville        | USA            | Bridgestone Arena             | Vance Joy Haim                                  | 28,917 / 28,917              | $3,354,844     |
| 26. září 2015             | Nashville        | USA            | Bridgestone Arena             | Vance Joy Haim                                  | 28,917 / 28,917              | $3,354,844     |
| 28. září 2015             | St. Louis        | USA            | Scottrade Center              | Vance Joy Haim                                  | 29,688 / 29,688              | $3,452,940     |
| 29. září 2015             | St. Louis        | USA            | Scottrade Center              | Vance Joy Haim                                  | 29,688 / 29,688              | $3,452,940     |
| 2. října 2015             | Toronto          | Kanada         | Rogers Centre                 | Vance Joy Shawn Mendes                          | 99,283 / 99,283              | $8,670,990     |
| 3. října 2015             | Toronto          | Kanada         | Rogers Centre                 | Vance Joy Shawn Mendes                          | 99,283 / 99,283              | $8,670,990     |
| 8. října 2015             | Des Moines       | USA            | Wells Fargo Arena             | Vance Joy                                       | 13,969 / 13,969              | $1,566,321     |
| 9. října 2015             | Omaha            | USA            | CenturyLink Center Omaha      | Vance Joy                                       | 29,622 / 29,622              | $3,121,421     |
| 10. října 2015            | Omaha            | USA            | CenturyLink Center Omaha      | Vance Joy                                       | 29,622 / 29,622              | $3,121,421     |
| 12. října 2015            | Fargo            | USA            | Fargodome                     | Vance Joy                                       | 21,067 / 21,067              | $2,219,188     |
| 17. října 2015            | Arlington        | USA            | AT&T Stadium                  | Vance Joy Shawn Mendes                          | 62,630 / 62,630              | $7,396,733     |
| 20. října 2015            | Lexington        | USA            | Rupp Arena                    | Vance Joy                                       | 17,084 / 17,084              | $1,870,471     |
| 21. října 2015            | Greensboro       | USA            | Greensboro Coliseum           | Vance Joy                                       | 15,079 / 15,079              | $1,662,171     |
| 24. října 2015            | Atlanta          | USA            | Georgia Dome                  | Vance Joy Shawn Mendes                          | 56,046 / 56,046              | $6,034,846     |
| 27. října 2015            | Miami            | USA            | American Airlines Arena       | Vance Joy                                       | 14,044 / 14,044              | $1,527,919     |
| 31. října 2015            | Tampa            | USA            | Raymond James Stadium         | Vance Joy Shawn Mendes                          | 56,987 / 56,987              | $6,202,515     |
| Etapa 5 – Asie            |                  |                |                               |                                                 |                              |                |
| 7. listopadu 2015         | Singapur         | Singapur       | Singapore Indoor Stadium      | —                                               | 17,726 / 17,726              | $3,217,569     |
| 8. listopadu 2015         | Singapur         | Singapur       | Singapore Indoor Stadium      | —                                               | 17,726 / 17,726              | $3,217,569     |
| 10. listopadu 2015        | Šanghaj          | Čína           | Mercedes-Benz Arena           | —                                               | 37,758 / 37,758              | $5,917,348     |
| 11. listopadu 2015        | Šanghaj          | Čína           | Mercedes-Benz Arena           | —                                               | 37,758 / 37,758              | $5,917,348     |
| 12. listopadu 2015        | Šanghaj          | Čína           | Mercedes-Benz Arena           | —                                               | 37,758 / 37,758              | $5,917,348     |
| Etapa 6 – Oceánie         |                  |                |                               |                                                 |                              |                |
| 28. listopadu 2015        | Sydney           | Austrálie      | ANZ Stadium                   | Vance Joy                                       | 75,980 / 75,980              | $6,571,683     |
| 5. prosince 2015          | Brisbane         | Austrálie      | Suncorp Stadium               | Vance Joy                                       | 46,881 / 46,881              | $4,759,471     |
| 7. prosince 2015          | Adelaide         | Austrálie      | Adelaide Entertainment Centre | Vance Joy                                       | 20,090 / 20,090              | $2,407,499     |
| 8. prosince 2015          | Adelaide         | Austrálie      | Adelaide Entertainment Centre | Vance Joy                                       | 20,090 / 20,090              | $2,407,499     |
| 10. prosince 2015         | Melbourne        | Austrálie      | AAMI Park                     | Vance Joy                                       | 98,136 / 98,136              | $10,421,553    |
| 11. prosince 2015         | Melbourne        | Austrálie      | AAMI Park                     | Vance Joy                                       | 98,136 / 98,136              | $10,421,553    |
| 12. prosince 2015         | Melbourne        | Austrálie      | AAMI Park                     | Vance Joy                                       | 98,136 / 98,136              | $10,421,553    |
| Celkově                   | Celkově          | Celkově        | Celkově                       | Celkově                                         | 2,278,647 / 2,278,647 (100%) | $250,733,097   |